# Halowe Mistrzostwa Europy w Lekkoatletyce 1981 – bieg na 50 m kobiet
Bieg na 50 metrów kobiet – jedna z konkurencji biegowych rozgrywanych podczas halowych lekkoatletycznych mistrzostw Europy w Palais des Sports w Grenoble. Eliminacje, półfinały i bieg finałowy zostały rozegrane 22 lutego 1981. Zwyciężyła reprezentantka Bułgarii Sofka Popowa, który tym samym obroniła tytuł zdobyty na poprzednich mistrzostwach.

## Rezultaty

### Eliminacje
Rozegrano 4 biegi eliminacyjne, do których przystąpiło 20 biegaczek. Awans do półfinału dawało zajęcie jednego z pierwszych dwóch miejsc w swoim biegu (Q). Skład półfinałów uzupełniły cztery zawodniczki z najlepszym czasem wśród przegranych (q).
Opracowano na podstawie materiału źródłowego.
Bieg 1
| Miejsce | Zawodniczka       | Czas | Uwagi |
| ------- | ----------------- | ---- | ----- |
| 1       | Marita Koch       | 6,26 | Q     |
| 2       | Dorthe Rasmussen  | 6,35 | Q     |
| 3       | Christina Sussiek | 6,39 | q     |
| 4       | Liliane Meganck   | 6,45 |       |
| 5       | Odile Madkaud     | 6,46 |       |
| 6       | Brigitte Haest    | 6,52 |       |

Bieg 2
| Miejsce | Zawodniczka       | Czas | Uwagi |
| ------- | ----------------- | ---- | ----- |
| 1       | Sofka Popowa      | 6,20 | Q,    |
| 2       | Linda Haglund     | 6,20 | Q     |
| 3       | Helinä Laihorinne | 6,27 | q     |
| 4       | Olga Korotkowa    | 6,27 | q     |

Bieg 3
| Miejsce | Zawodniczka     | Czas | Uwagi |
| ------- | --------------- | ---- | ----- |
| 1       | Wendy Hoyte     | 6,21 | Q     |
| 2       | Marisa Masullo  | 6,31 | Q     |
| 3       | Laureen Beckles | 6,34 | q     |
| 4       | Lena Möller     | 6,40 |       |
| 5       | Dijana Sokač    | 6,45 |       |
| 6       | Lidija Guszewa  | 6,48 |       |

Bieg 4
| Miejsce | Zawodniczka      | Czas | Uwagi |
| ------- | ---------------- | ---- | ----- |
| 1       | Ingrid Auerswald | 6,26 | Q     |
| 2       | Monika Hirsch    | 6,40 | Q     |
| 3       | Laurence Bily    | 6,42 |       |
| 4       | Lena Wallin      | 6,63 |       |

### Półfinały
Rozegrano 2 biegi półfinałowe, w których wystartowało 12 biegaczek. Awans do finału dawało zajęcie jednego z trzech pierwszych miejsc w swoim biegu (Q).
Opracowano na podstawie materiału źródłowego.
Bieg 1
| Miejsce | Zawodniczka       | Czas | Uwagi |
| ------- | ----------------- | ---- | ----- |
| 1       | Ingrid Auerswald  | 6,20 | Q     |
| 2       | Sofka Popowa      | 6,21 | Q     |
| 3       | Wendy Hoyte       | 6,24 | Q     |
| 4       | Helinä Laihorinne | 6,28 |       |
| 5       | Monika Hirsch     | 6,32 |       |
| 6       | Dorthe Rasmussen  | 6,33 | NR    |

Bieg 2
| Miejsce | Zawodniczka       | Czas | Uwagi |
| ------- | ----------------- | ---- | ----- |
| 1       | Linda Haglund     | 6,17 | Q,    |
| 2       | Marita Koch       | 6,19 | Q     |
| 3       | Olga Korotkowa    | 6,25 | Q     |
| 4       | Laureen Beckles   | 6,29 |       |
| 5       | Marisa Masullo    | 6,32 |       |
| 6       | Christina Sussiek | 6,32 |       |

### Finał
Opracowano na podstawie materiału źródłowego.
| Miejsce | Zawodniczka      | Czas | Uwagi |
| ------- | ---------------- | ---- | ----- |
| 1       | Sofka Popowa     | 6,17 | =     |
| 2       | Linda Haglund    | 6,17 | =     |
| 3       | Marita Koch      | 6,19 |       |
| 4       | Ingrid Auerswald | 6,20 |       |
| 5       | Olga Korotkowa   | 6,22 |       |
| 6       | Wendy Hoyte      | 6,30 |       |